# Serie A1 1986-1987 (rugby a 15)
La serie A1 1986-87 fu il 57º campionato nazionale italiano di rugby a 15 di prima divisione.
Si tenne dal 21 settembre 1986 al 5 aprile 1987 tra 12 squadre e fu l'ultimo a tenersi a girone unico prima dell'avvento dei play-off, introdotti nel campionato seguente e divenuti da allora la formula utilizzata per designare la squadra vincitrice.
Da tale stagione il campionato di serie B scalò a terza serie nazionale, e fu introdotta la serie A2, le cui due vincitrici, dalla stagione successiva, entrarono nel primo turno di play-off per incontrare le prime due della stagione regolare di serie A1.
Vinto per la quarta volta consecutiva dal Petrarca, il torneo vide, per l'occasione, i padovani vincere il loro undicesimo scudetto.
A retrocedere in serie A2 furono altresì Calvisano e Mirano.

## Squadre partecipanti e sponsor
- Amatori Catania
- Amatori Milano (Ibimaint)
- L’Aquila (Scavolini)
- Benetton
- Brescia (Serigamma)
- Calvisano (Doko)

- Casale (Eurobags)
- CUS Roma
- Mirano (Blue Dawn)
- Parma
- Petrarca
- Rovigo (Deltalat)

## Risultati
|       | 1ª/12ª giornata            |       |
| ----- | -------------------------- | ----- |
| 49-4  | Benetton Treviso - Casale  | 15-12 |
| 30-6  | Rovigo - Brescia           | 6-9   |
| 9-13  | Parma - Petrarca           | 6-10  |
| 3-28  | Mirano - Amatori Milano    | 13-12 |
| 49-3  | L'Aquila - Amatori Catania | 22-9  |
| 10-20 | Calvisano - CUS Roma       | 16-8  |
|       |                            |       |

|       | 4ª/15ª giornata                    |       |
| ----- | ---------------------------------- | ----- |
| 9-7   | Rovigo - L'Aquila                  | 15-19 |
| 15-23 | Casale - Parma                     | 8-33  |
| 6-12  | Amatori Catania - Benetton Treviso | 9-39  |
| 42-15 | Petrarca - CUS Roma                | 46-6  |
| 32-13 | Brescia - Mirano                   | 18-14 |
| 28-18 | Amatori Milano - Calvisano         | 17-35 |
|       |                                    |       |

|       | 7ª/18ª giornata           |       |
| ----- | ------------------------- | ----- |
| 22-13 | Benetton Treviso - Parma  | 9-15  |
| 15-4  | Amatori Catania - Casale  | 3-10  |
| 3-15  | Amatori Milano - Petrarca | 9-22  |
| 9-33  | Mirano - L'Aquila         | 7-15  |
| 7-10  | Calvisano - Rovigo        | 16-28 |
| 6-13  | CUS Roma - Brescia        | 3-28  |
|       |                           |       |

|       | 10ª/21ª giornata            |       |
| ----- | --------------------------- | ----- |
| 15-15 | Benetton Treviso - Petrarca | 9-6   |
| 26-15 | L'Aquila - Calvisano        | 13-14 |
| 19-9  | Brescia - Casale            | 9-16  |
| 20-29 | Mirano - CUS Roma           | 13-19 |
| 31-3  | Parma - Amatori Catania     | 3-9   |
| 25-4  | Rovigo - Amatori Milano     | 16-19 |

|       | 2ª/13ª giornata             |       |
| ----- | --------------------------- | ----- |
| 21-24 | CUS Roma - Benetton Treviso | 13-13 |
| 10-13 | Casale - Mirano             | 9-9   |
| 9-15  | Petrarca - Rovigo           | 16-3  |
| 12-45 | Amatori Milano - L'Aquila   | 4-39  |
| 16-3  | Amatori Catania - Calvisano | 3-19  |
| 19-14 | Brescia - Parma             | 13-11 |
|       |                             |       |

|       | 5ª/16ª giornata                  |       |
| ----- | -------------------------------- | ----- |
| 9-25  | Mirano - Rovigo                  | 6-38  |
| 15-37 | Calvisano - Petrarca             | 12-32 |
| 22-10 | Benetton Treviso - Brescia       | 9-3   |
| 9-12  | Amatori Catania - Amatori Milano | 12-18 |
| 70-14 | CUS Roma - Casale                | 8-28  |
| 24-15 | L'Aquila - Parma                 | 6-8   |
|       |                                  |       |

|       | 8ª/19ª giornata             |       |
| ----- | --------------------------- | ----- |
| 21-12 | L'Aquila - Benetton Treviso | 6-15  |
| 37-9  | Rovigo - Amatori Catania    | 12-9  |
| 6-28  | Casale - Petrarca           | 4-13  |
| 10-4  | Mirano - Calvisano          | 12-10 |
| 27-17 | Brescia - Amatori Milano    | 12-12 |
| 29-6  | Parma - CUS Roma            | 6-9   |
|       |                             |       |

|       | 11ª/22ª giornata             |       |
| ----- | ---------------------------- | ----- |
| 0-3   | Amatori Milano - Parma       | 12-16 |
| 22-10 | Casale - Rovigo              | 19-18 |
| 19-19 | CUS Roma - L'Aquila          | 16-29 |
| 19-6  | Petrarca - Brescia           | 22-15 |
| 24-6  | Amatori Catania - Mirano     | 6-27  |
| 11-15 | Calvisano - Benetton Treviso | 9-15  |

|       | 3ª/14ª giornata                   |       |
| ----- | --------------------------------- | ----- |
| 3-37  | Mirano - Petrarca                 | 7-48  |
| 33-12 | L'Aquila - Brescia                | 7-19  |
| 16-19 | CUS Roma - Amatori Catania        | 6-20  |
| 16-14 | Calvisano - Casale                | 4-15  |
| 22-6  | Parma - Rovigo                    | 10-36 |
| 40-6  | Benetton Treviso - Amatori Milano | 15-22 |
|       |                                   |       |

|       | 6ª/17ª giornata            |       |
| ----- | -------------------------- | ----- |
| 15-17 | Rovigo - Benetton Treviso  | 7-10  |
| 9-14  | Casale - L'Aquila          | 13-25 |
| 19-0  | Petrarca - Amatori Catania | 7-6   |
| 28-9  | Parma - Mirano             | 8-10  |
| 23-3  | Brescia - Calvisano        | 3-3   |
| 16-12 | Amatori Milano - CUS Roma  | 30-16 |
|       |                            |       |

|       | 9ª/20ª giornata           |       |
| ----- | ------------------------- | ----- |
| 12-12 | Petrarca - L'Aquila       | 15-13 |
| 25-9  | Benetton Treviso - Mirano | 28-9  |
| 19-12 | Amatori Milano - Casale   | 7-19  |
| 10-8  | CUS Roma - Rovigo         | 6-24  |
| 18-4  | Amatori Catania - Brescia | 22-31 |
| 12-16 | Calvisano - Parma         | 19-18 |

## Classifica
|               |     | Squadra         | G  | V  | N | P  | PF  | PS  | Pt |
| ------------- | --- | --------------- | -- | -- | - | -- | --- | --- | -- |
|               | 1.  | Petrarca        | 22 | 18 | 2 | 2  | 483 | 189 | 38 |
|               | 2.  | Benetton        | 22 | 17 | 2 | 3  | 430 | 242 | 36 |
|               | 3.  | L’Aquila        | 22 | 14 | 2 | 6  | 478 | 262 | 30 |
|               | 4.  | Brescia         | 22 | 12 | 2 | 8  | 327 | 309 | 26 |
|               | 5.  | Rovigo          | 22 | 12 | 0 | 10 | 403 | 262 | 24 |
|               | 6.  | Parma           | 22 | 11 | 0 | 11 | 338 | 280 | 22 |
|               | 7.  | Amatori Milano  | 22 | 9  | 1 | 12 | 307 | 424 | 19 |
|               | 8.  | Casale          | 22 | 7  | 1 | 14 | 272 | 420 | 15 |
|               | 9.  | CUS Roma        | 22 | 6  | 2 | 14 | 334 | 467 | 14 |
|               | 10. | Amatori Catania | 22 | 7  | 0 | 15 | 230 | 390 | 14 |
| Retrocessione | 11. | Calvisano       | 22 | 6  | 1 | 15 | 277 | 379 | 13 |
| Retrocessione | 12. | Mirano          | 22 | 6  | 1 | 15 | 231 | 486 | 13 |

## Verdetti
- Petrarca: campione d'Italia
- Calvisano, Mirano : retrocesse in serie A2 1987-88